# Stadio Giuseppe Meazza

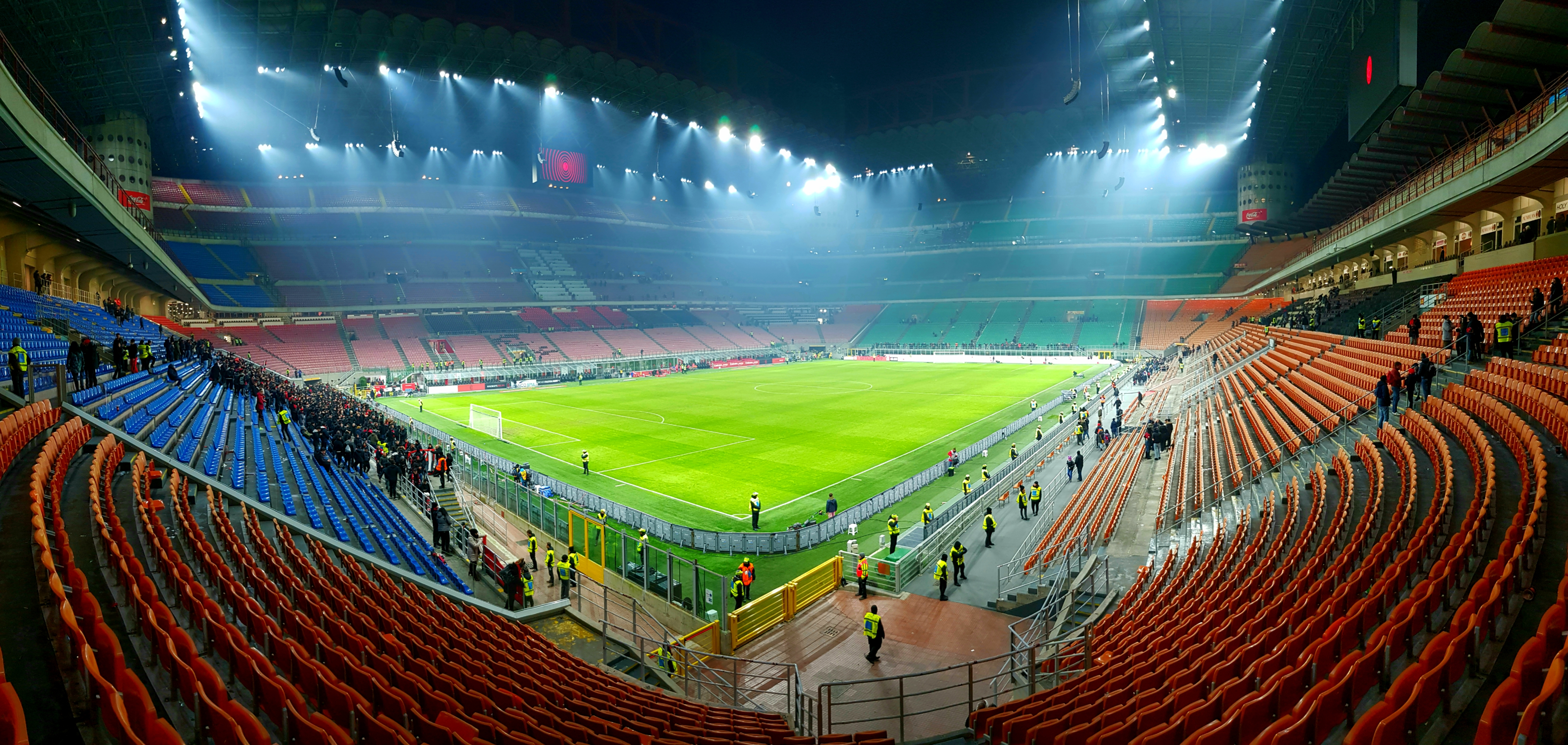
Stadio Giuseppe Meazza, interiör.

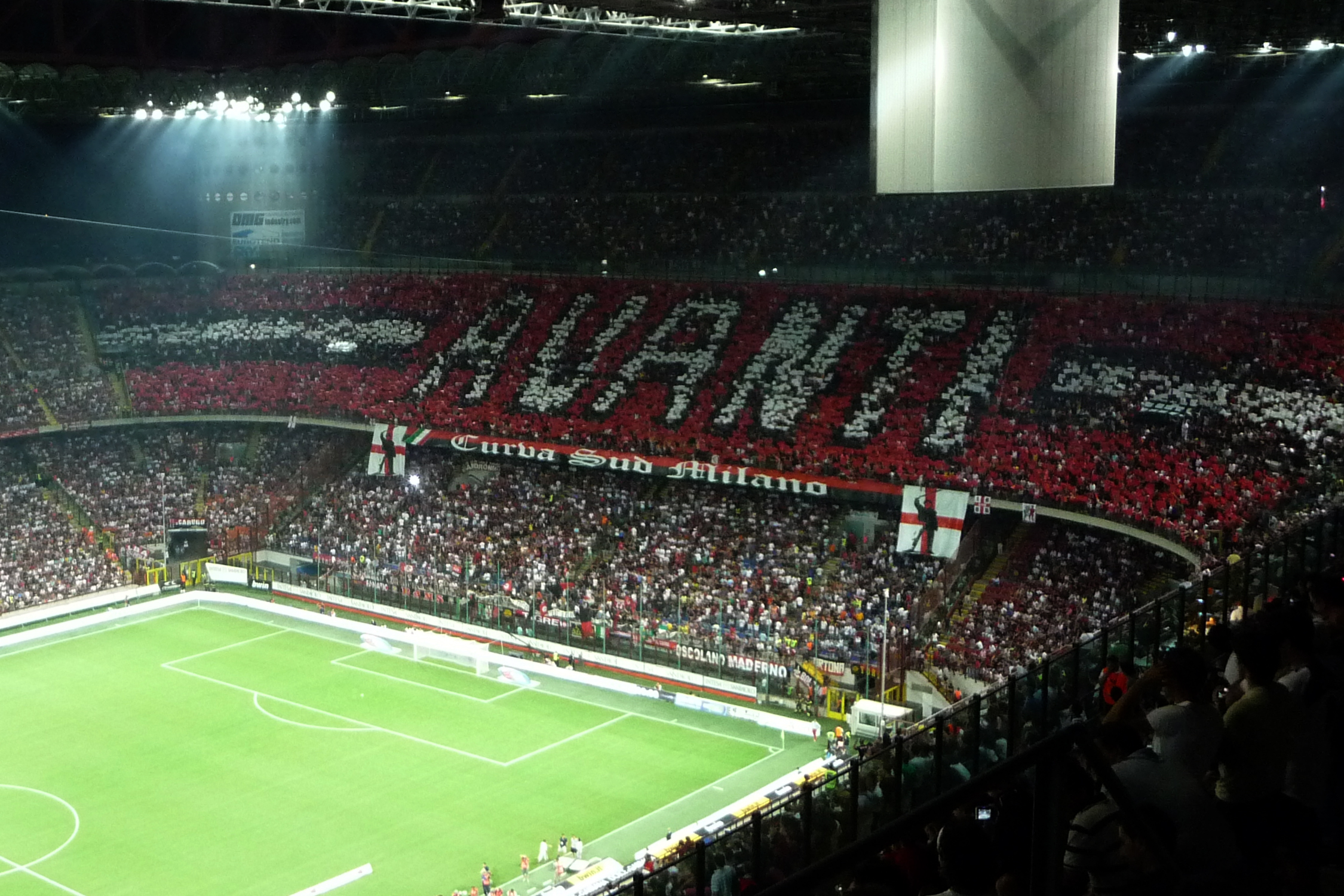
Stadio Giuseppe Meazza, interiör.

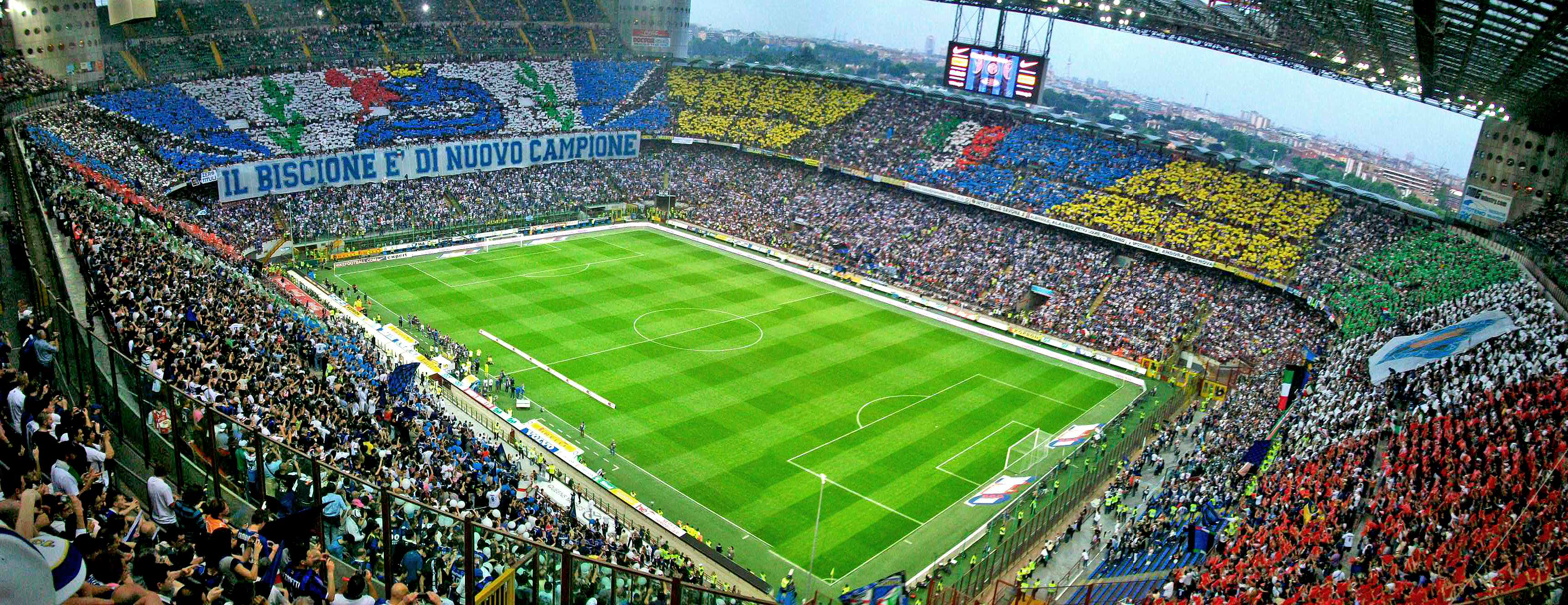
Stadio Giuseppe Meazza, interiör.

Stadio Giuseppe Meazza, eller San Siro som den vanligtvis kallas, är den största fotbollsarenan i Italien och är hemmaplan för AC Milan och Inter. Arenan har fått sitt namn efter den italienske storspelaren Giuseppe Meazza, som spelade för både Inter och AC Milan under 1930- och 40-talen. Tidigare var även det officiella namnet San Siro, vilket också är namnet på det område i vilket arenan ligger. Sedan 3 mars 1980 (året efter att Meazza avlidit) heter arenan officiellt Stadio Giuseppe Meazza.
San Siro byggdes 1925/1926 och invigdes den 19 september 1926, då 35 000 åskådare såg Inter besegra Milan med 6–3. På den här tiden spelade endast AC Milan sina hemmamatcher på arenan. 1935 köptes den dock av staden Milano, och 1947 började även Inter spela på arenan. Efter det har den renoverats flera gånger, bland annat inför VM 1990. Även under VM 1934 spelades det matcher på San Siro-stadion. 1939 blev den ombyggd så den klarade av 55 000 åskådare och år 1990 klarade den 85 000. År 2008 var kapaciteten 80 018.

## Övrigt
Vid ombyggnationen av arenan till VM 1990 sattes tak över delar på arenan. Dock tog gräsmattan så mycket stryk av utestängningen av solljuset, så gräsmattan måste läggas om fem gånger per år, till en kostnad av 200 000 euro per gång. 
Interfansen använder Giuseppe Meazza-namnet på arenan. Milanfansen vill inte kalla arenan för det, då Giuseppe Meazza var en fornstor Interspelare. Namnet San Siro används därför av Milanfansen. Internationellt och i Italien är San Siro den vanligaste benämningen på arenan.

## Evenemang (urval)
- Världsmästerskapet i fotboll 1934
- Europacupen i fotboll 1964/1965
- Europacupen i fotboll för landslag 1964
- Europacupen i fotboll 1969/1970
- Europamästerskapet i fotboll 1980
- Världsmästerskapet i fotboll 1990
- Uefa Champions League 2000/2001
- Uefa Champions League 2015/2016
- Uefa Nations League 2020/2021
- Supercoppa italiana